# Sheffield, Ohio
Sheffield là một làng thuộc quận Lorain, tiểu bang Ohio, Hoa Kỳ. Năm 2010, dân số của làng này là 3982 người.

## Dân số
- Dân số năm 2000: 2949 người.
- Dân số năm 2010: 3982 người.